# Nemeyong III
Nemeyong III est un village du Cameroun, situé dans la région de l'Est, le département du Haut-Nyong et dans la commune de Lomié. Ce dernier compte parmi les 64 villages[à vérifier] de Lomié, commune créée en 1955.

## Population
Le village compte 91 habitants, dont 40 hommes et 51 femmes, d'après le recensement de 2005.

## Climat
Le climat du village est essentiellement équatorial, où, dans l'année, deux petites saisons des pluies sont entrecoupées par deux petites saisons sèches.

## Religions
- Église protestante
- Église catholique
- Islam

## Langue
- Ndjem (langue)